# Matouš Tůma
Matouš Tůma (5 de septiembre de 2001) es un deportista checo que compite en pentatlón moderno. Ganó una medalla de oro en el Campeonato Europeo de Pentatlón Moderno de 2025, en la prueba de relevo.

## Medallero internacional
| Campeonato Europeo | Campeonato Europeo | Campeonato Europeo | Campeonato Europeo |
| Año                | Lugar              | Medalla            | Competición        |
| ------------------ | ------------------ | ------------------ | ------------------ |
| 2025               | Madrid (España)    | Medalla de oro     | Relevo             |